# Fabio Garriba
Fabio Garriba (Soave, 13 novembre 1944 – Verona, 9 agosto 2016) è stato un attore italiano.

## Biografia
Gemello di Mario Garriba. Ha recitato in diversi film soprattutto negli anni '70. In precedenza aveva ricoperto l'incarico di aiuto regista lavorando anche al fianco di Pier Paolo Pasolini e Bernardo Bertolucci.

## Filmografia

### Attore
- I parenti tutti, regia di Fabio Garriba (1967)
- Vento dell'est, regia di Jean-Luc Godard (1969)
- Voce del verbo morire, regia di Mario Garriba (1970)
- In punto di morte, regia di Mario Garriba (1971)
- Agostino d'Ippona, regia di Roberto Rossellini (1972)
- La cosa buffa, regia di Aldo Lado (1972)
- Sbatti il mostro in prima pagina, regia di Marco Bellocchio (1972)
- Il sorriso della iena, regia di Silvio Amadio (1972)
- Ritorno, regia di Gianni Amico (1973)
- La via dei babbuini, regia di Luigi Magni (1974)
- Novecento, regia di Bernardo Bertolucci (1976)
- Ammazzare il tempo, regia di Mimmo Rafele (1979)
- La terrazza, regia di Ettore Scola (1980)

### Aiuto regista
- Partner, regia di Bernardo Bertolucci (1968)
- Porcile, regia di Pier Paolo Pasolini (1969)
- Anche per Django le carogne hanno un prezzo, regia di Paolo Solvay (1971)

### Regista
- I parenti tutti (Csc, 1967)
- Vecchio porco (Biennale di Venezia, 1976)
- Pericolo di morte (Video '79, Roma)
- Il sogno di tutti (Beaubourg, Parigi, 1982)
- Pur di muoversi basta cadere (Incontri Cinematografici, Salsomaggiore, 1983)